# 相楽ヒメハルロード
相楽ヒメハルロード（さがらヒメハルロード）とは、愛知県蒲郡市大塚町から同市相楽町を通る道路の通称名である。

## 概要
愛知県指定の天然記念物のヒメハルゼミから採った愛称道路である。ヒメハルゼミは各地で天然記念物に指定されており、蒲郡市では相楽町の御堂山観音堂周辺に棲息し、7月頃のわずかな期間に成虫が一斉に独特のリズムで鳴きだす。
相楽ヒメハルロードを登りきると愛知県立さがらの森キャンプ場があり、利用者は蒲郡市民体育センターに事前予約を申請したうえでバーベキューやキャンプファイヤーなどを楽しむことができる。なお駐車場は17時（午後5時）で閉鎖される。

## 区間
- 愛知県蒲郡市大塚町鎌倉から同市相楽町荒井まで
  - 距離：約3.9km

## 通行上の注意
さがらの森の車道は、蒲郡市の他の林道と同程度の幅員しかない区間が多い。舗装の継ぎ接ぎや落ち葉等ですべりやすいので注意。
里山を保護するためゴミは持ち帰ること。

## 接続する路線
- 国道23号（大塚鎌倉交差点）
- 平坂街道（上中島交差点）
- 蒲郡市林道曲り田線
- 蒲郡市林道曲り田支線

## 沿線・周辺
- 蒲郡大塚郵便局
- 長興寺
- 三月田古墳
- 蒲郡市立大塚保育園
- 蒲郡市養護老人ホーム
- 社会福祉法人つつじ寮
- 養円寺
- 御堂山観音堂
- 愛知県相楽山荘跡地